# 路途全景图
路途全景图（英語：Route Panorama）是将沿路的景观收进一长长的图像中，它提供了航空图像所不能包括的地面视角，提供比道路地图更为详尽的完整的路途景观信息。它的获取可用车载的摄像机摄取侧面的连续图象，经过计算机的图像处理，从中抽取高度压缩的路途全景图。路途全景图具有数据量小，形式连续，街道覆盖完全，高效采集和易于扩充等特色，可作为一个沿街建筑物和设施的图像索引。
从图像投影的角度而论，它有别于固定视点中心投影的360°全景图或球型环景摄影，而是由移动视点所构成的。整体图像既有别于普通照片的透视投影，也有别于飞机摄影所采用的正交投影的，而是采用了称为平行透视投影的特殊投影。它并非通过镜头瞬间成像，而是由移动瞬间的细小的图像线连结而成。因此，路途全景图是和摄像机的移动轨迹高度相关。
用路途全景图可组成道路网，并融入地理信息系统，以提供比道路地图更为详尽的景观信息，建立一个可漫步的虚拟城市。对路途全景图进行信息检索，其结果可应用于虚拟旅行、城市导引、历史研究、古迹保护、风土和生活方式记录、以及灾害应急控制等。

## 引用文章
1. ↑  Jiang Yu Zheng Digital Route Panorama （页面存档备份，存于）, IEEE Multimedia 03
2. ↑  Jiang Yu Zheng, 用路途全景图增强地理信息系统的可视性，遥感学报, Vol. 10, No. 3, 397-408, 2006